# Leonard Riggio
Leonard Stephen Riggio, né le 28 février 1941 à New York et mort le 27 août 2024 dans la même ville, est un homme d'affaires américain.

## Biographie
Leonard Stephen Riggio naît le 28 février 1941 à New York. Il étudie au Technical High School de Brooklyn et abandonne l'université de New York.
En 1965, il fonde le Student Book Exchange, qu'il positionne comme un concurrent de la librairie de l'université de New York. Puis, en 1971, il achète le seul magasin de Barnes & Noble à Manhattan et le transforme en un véritable empire.
Leonard Riggio meurt le 27 août 2024 à Manhattan à l’âge de 83 ans.